# NGC 7588
NGC 7588 ist eine Galaxie vom Hubble-Typ S im Sternbild Pegasus nördlich des Himmelsäquators, die schätzungsweise 494 Millionen Lichtjahre von der Milchstraße entfernt ist.
Das Objekt wurde am 3. November 1864 vom deutschen Astronomen Albert Marth entdeckt.